# Zagrađe (Republika Serbska)
Zagrađe (cyr. Заграђе) – wieś w Bośni i Hercegowinie, w Republice Serbskiej, w mieście Sarajewo Wschodnie, w gminie Sokolac. W 2013 roku liczyła 13 mieszkańców.